# Andrey Aleksandrovich Gonchar
Andrey Aleksandrovich Gonchar (em russo:  Андрей Александрович Гончар; São Petersburgo, 21 de novembro de 1931 – Moscou, 10 de outubro de 2012) foi um matemático russo, especialista em análise matemática.
Gonchar obteve a graduação em 1954 na Universidade Estatal de Moscou e o grau de Candidato de Ciências em 1957, orientado por Sergey Mergelyan. Obteve o grau de Doktor nauk em 1964 no Instituto de Matemática Steklov.
Foi palestrante convidado do Congresso Internacional de Matemáticos em Moscou (1966: Properties of functions related to the rapidity with which they can be approximated by rational functions) e em Berkeley (1986: Rational approximations of analytic functions). Foi eleito em 1974 membro correspondente e em 1987 membro pleno da Academia de Ciências da Rússia, da qual foi vice-presidente de 1991 a 1998. Em 1998 recebeu o Prêmio Demidov.
De 1988 até sua morte foi um editor do Matematicheskii Sbornik.